# Escuelas Públicas del Condado de Baltimore
Las Escuelas Públicas del Condado de Baltimore (Baltimore County Public Schools) es un distrito escolar del Condado de Baltimore, Maryland. Tiene su sede en Towson, un área no incorporada. El consejo escolar tiene un presidente, un vicepresidente, un secretario, nueve miembros, y un estudiante.

## Escuelas
Escuelas secundarias:
- Carver Center for Arts and Technology (EN)
- Catonsville High School (EN)
- Chesapeake High School (EN)
- Dulaney High School (EN)
- Dundalk High School (EN)
- Franklin High School (EN)
- Hereford High School (EN)
- Kenwood High School (EN)
- Lansdowne High School (EN)
- Loch Raven High School (EN)
- Milford Mill Academy (EN)
- New Town High School (EN)
- Overlea High School & Academy of Finance (EN)
- Owings Mills High School (EN)
- Parkville High School and Center for Math, Science, and Computer Science (EN)
- Patapsco High School and Center for the Arts (EN)
- Perry Hall High School (EN)
- Pikesville High School (EN)
- Randallstown High School (EN)
- Sparrows Point High School (EN)
- Towson High School (EN)
- Woodlawn High School (EN)